# Gorbatov rouge
La gorbatov rouge (en russe : кpacнaя гopбaтoвcкaя) est une race bovine laitière originaire de Russie.

## Origine
La gorbatov rouge est sélectionnée au courant du XIXe siècle dans le gouvernement de Nijni Novgorod, et spécialement dans la région de Gorbatov. Elle est issue de vaches laitières locales croisées (notamment la priokski, variante améliorée de la grande-russe) avec des vaches tyroliennes. Des traces de la danoise rouge et de la rouge d'Angeln ont été également discernées dans son sang, par l'intermédiaire de croisements avec la brune de Lettonie. Plus tard, elle se répand dans les régions de Vladimir et d'Ivanovo et le long de l'Oka. On la trouve aussi en Tchouvachie. Son herd-book est dressé en 1921 après la  guerre civile. Elle comptait 294 000 têtes en 1980.

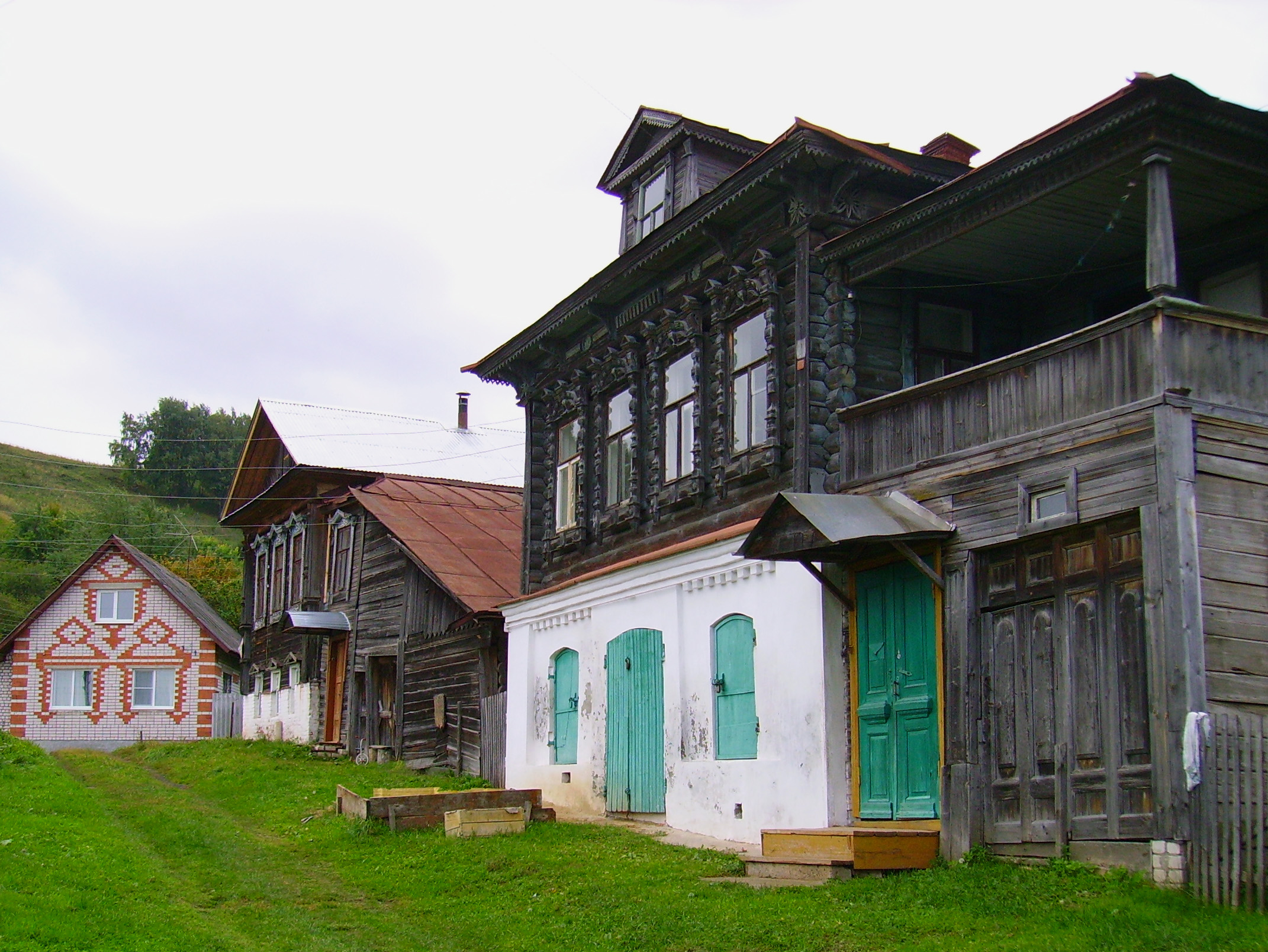
Isbas de Gorbatov.

## Description
La gorbatov rouge est de constitution robuste et harmonieuse. Elle présente un corps long, mais elle n'est pas de grande taille. Elle a une tête courte sur un cou large. Sa poitrine est large et profonde. Elle est de couleur rouge avec d'éventuelles marques blanches sur l'abdomen et les pis. Le poids moyen d'une vache arrivée à l'âge adulte est de 476 kg, avec des records approchant 600 kg. Le taureau quant à lui peut dépasser 800 kg.
Elle produit en moyenne plus de 4 000 litres de lait avec un taux de matière grasse de 4,28 %.
Cette race est particulièrement résistante à la tuberculose, à la brucellose et à la leucose bovine.